# ايتاباريكا
ايتاباريكا (8 يوليو 1980 في البرازيل - ) هو لاعب كرة قدم برازيلي وصيني في مركز الوسط. شارك مع منتخب هونغ كونغ لكرة القدم. أما مع النوادي، فقد لعب مع بورتوغيزا سانتيستا ونادي أفاي لكرة القدم ونادي جنوب الصين ونادي شينجيانغ تيانشان ليوبارد ونادي كروزيرو ونادي إيسترن سبورتس وهونغ كونغ بيغاسوس ‏ ونادي بايساندو ‏ و وBrasília Futebol Clube ‏ ونادي أنابولينا وEsporte Clube XV de Novembro (Caraguatatuba) ‏ ونادي توبا.

## وصلات خارجية
- ايتاباريكا على موقع قاعدة بيانات كرة القدم.إي يو (الإنجليزية)
- ايتاباريكا على موقع Soccerway.com (الإنجليزية)